# 本田竜輝
本田 竜輝（ほんだ りゅうき、2000年2月11日 - ）は、日本の男性プロレスラー。東京都町田市出身。全日本プロレス所属。

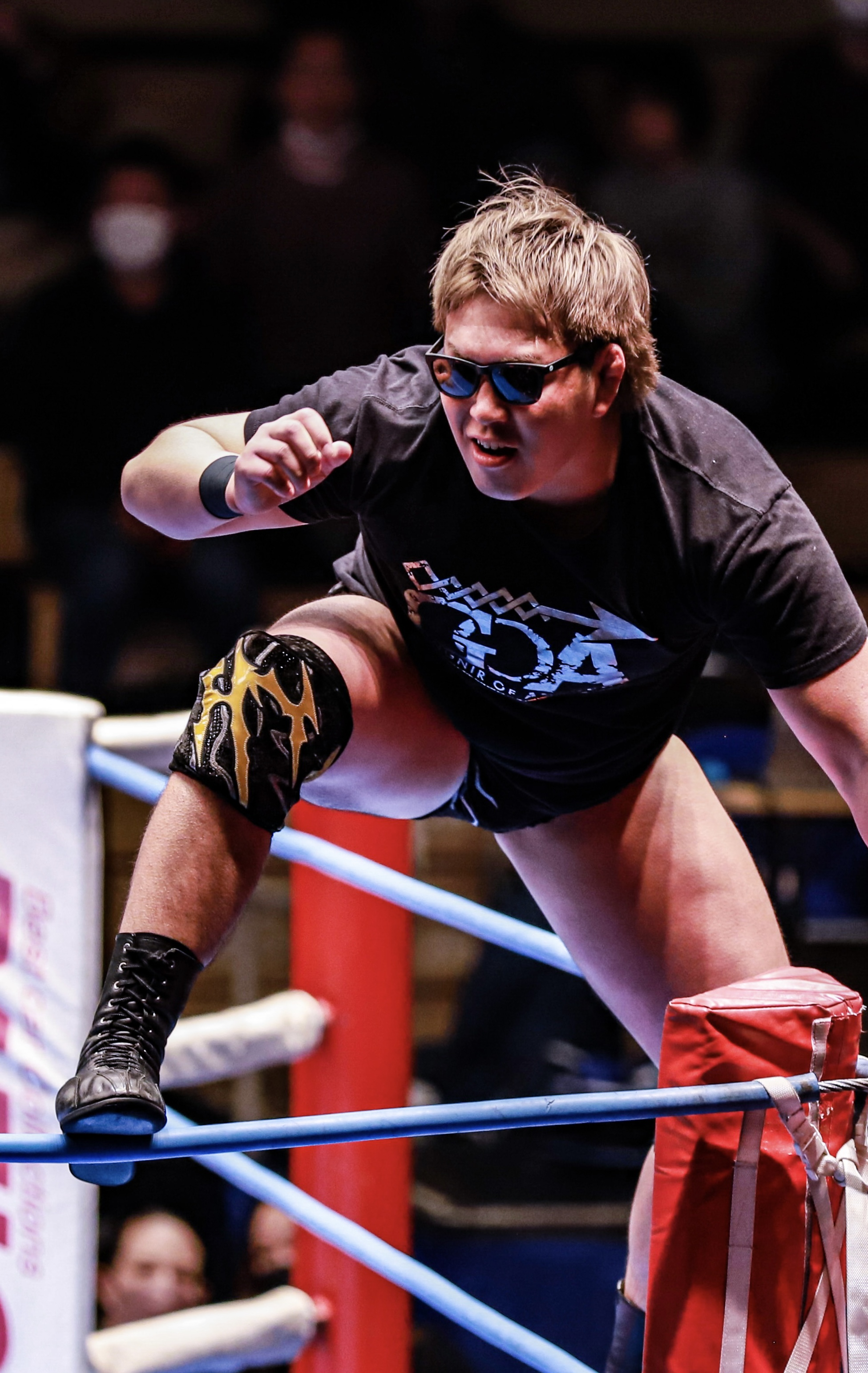
2023.03.18 AJPW vs GLEAT 本田竜輝選手 後楽園ホール

## 経歴
自由ヶ丘学園高等学校時代からアマチュアレスリングを始め、2016年にインターハイ団体、2017年にインターハイ団体（120kg級）・個人（96kg級）、および第72回国民体育大会（少年グレコローマンスタイル96kg級）に出場。
高校卒業を間近に控えた2018年2月、WRESTLE-1ゴールデンルーキープロジェクトに応募し合格。4月よりWRESTLE-1に入寮し練習生となる。同年9月2日、横浜文化体育館大会で一とタッグを組んで三富政行&土方隆司とのタッグ戦でデビュー。9分5秒、フェイスロックで本田の敗北となった。
2019年2月、後楽園ホール大会で右肩を負傷し欠場、6月の後楽園大会より復帰。
2020年4月1日、WRESTLE-1の団体活動停止に伴いフリーとなる。8月15日、全日本プロレス後楽園大会に来場し大森隆男に参戦を直訴。道場でのトライアウトに合格し、9月より全日本プロレスに参戦する。
2021年1月1日付けで全日本プロレス入団。同月10日より本田の試練の七番勝負「〜高校からレスリングを始めた僕が、老舗プロレス団体に飛び込みで参戦を直訴し、正式入団を果たしたのちに、トップ選手への階段を登るための試練の七番勝負〜」が開始された。最終戦の試合後、本田はジェイク・リーにTOTAL ECLIPSEへの加入を直訴し承諾され、2022年1月2日より一員となった。しかし同年5月29日に脱退、芦野祥太郎らと「GUNGNIR OF ANARCHY」を結成する。同年6月19日、大田区総合体育館大会で石川修司＆佐藤耕平のツインタワーズを破り、芦野とともに世界タッグ選手権を奪取。
2023年6月3日、芦野が負傷欠場する中、永田裕志に共闘を申し込み受諾される。それまでは遙かに年上の永田を「クソガキ」呼ばわりしていたが、永田の日本体育大学レスリング部時代の同級生である奥山恵二が本田のレスリングの師匠でもあり、隣で学ばせてほしいとタッグを結成。8月19日には宮原健斗&青柳優馬組の保持する世界タッグに挑戦したが敗れた。一方、王道トーナメントでは決勝まで勝ち上がるも、小島聡に敗れ準優勝。試合後にはGUNGNIR OF ANARCHYからの卒業を宣言、同年9月6日の卒業マッチをもってユニットを脱退した。
その後、本田は安齊勇馬に共闘を呼びかけ、同月14日よりタッグを始動させる。同年の世界最強タッグ決定リーグ戦より、コンビ名を「New Period」とした。

## 本田竜輝 試練の七番勝負 〜高校からレスリングを始めた僕が、老舗プロレス団体に飛び込みで参戦を直訴し、正式入団を果たしたのちに、トップ選手への階段を登るための試練の七番勝負〜
試合はすべて2021年開催、結果は本田の0勝7敗となった。
- 第一戦 石川修司（1月10日）
- 第二戦 ヨシタツ（2月18日）
- 第三戦 芦野祥太郎（3月28日）
- 第四戦 岩本煌史（4月11日）
- 第五戦 ゼウス（7月13日）
- 第六戦 宮原健斗（10月31日）
- 第七戦 ジェイク・リー（12月26日）

## 得意技
ファイナルベント
TOTAL ECLIPCE加入後の本田の新フィニッシャーで、2022年1月3日に初公開された。
相手の右太腿の裏側から自身の右腕で抱え込み、そのまま肩口まで持ち上げてからそのまま相手の後頭部からマットに叩き落とす。「ワンハンド式変形パワーボム」（メディアによっては「変形無双」で呼ばれた。）。技名は、東映の特撮ドラマである『仮面ライダー龍騎』のカードの一種から。
ラリアット
本田はこの技を試練の七番勝負最終戦で使用したところ、当時三冠ヘビー級王者であったジェイクを眼下底骨折による欠場へと追い込んだ。
ジャーマン・スープレックス
ノーザンライト・スープレックス
エクスプロイダー
クリップラー・クロスフェイス

## タイトル歴
全日本プロレス
- 第91代世界タッグ王座（パートナーは芦野祥太郎）

## 入場テーマ曲
- 鈴木修「MAINSTAY」
- SPYAIR「現状ディストラクション」
- Deathkite「Survival of the Cruelest」 - TOTAL ECLIPSE加入後。
- 松本梨香「Alive A Life」 - ヒールターン前まで。

## エピソード
- 田村男児とは同学年であり、プロレスラーとしても同期のライバル[8]。学生時代は、偶然にも両者ともにインターハイ（2016年団体、2017年団体・個人96kg級）・国民体育大会（2017年個人96kg級）の出場経歴が一致している。なお3年次に一度だけ関東大会で対戦の機会があり、この時は田村が勝利[17]。。
- 2023年頃より、試合中にレフェリーに反則カウントを数えられた際、一緒にカウントして相手をおちょくっている[18]。このムーブは定番化し、観客が一緒にカウントするほか、グッズも作られた[19]。

## メディア出演
- 水曜日のダウンタウン、（TBSテレビ系列、2023年11月1日）
- かまいガチ（テレビ朝日系全国ネット、2024年9月25日）